# Thiago André
Thiago do Rosário André, född 4 augusti 1995, är en brasiliansk medeldistanslöpare.

## Karriär
André tävlade för Brasilien vid olympiska sommarspelen 2016 i Rio de Janeiro, där han blev utslagen i försöksheatet på 1 500 meter.
I augusti 2021 vid OS i Tokyo blev André utslagen i försöksheatet på både 800 och 1 500 meter.